# 倡棋杯中国プロ囲棋選手権戦
倡棋杯中国プロ囲棋選手権戦（しょうきはいちゅうごくプロいきせんしゅけんせん、倡棋杯中国职业围棋锦标赛）は、中国の囲碁の棋戦。2004年から開催。
- 主催 中国囲棋協会、上海応昌期囲棋教育基金会
- 協力 上海囲棋協会、新民応氏囲棋学校
- 優勝賞金 (1-9期)40万元、(10期-)45万元

当初は、毎年応昌期の誕生日である10月23日に本戦が開幕された。また2017年の決勝三番勝負は、応昌期生誕100周年紀念会とともに上海で開催された。2019年は同里鎮にて陳毅杯アマチュア囲棋オープン戦と同時に開催。

## 方式
- 前期の1、2位、中国棋士ランキングの上位16名、女子ランキング1位、台湾棋士1名、予選勝ち抜き者の30名のトーナメント戦。準決勝、決勝は三番勝負。
- ルールは計点制ルール。持ち時間は、1-12期は各3時間30分、13期から各3時間。

## 歴代優勝者と決勝戦
（左が優勝者）
1. 2005年 孔傑 2-1 王磊
2. 2006年 周鶴洋 2-0 孔傑
3. 2007年 孔傑 2-1 古力
4. 2008年 古力 2-1 劉星
5. 2008年 邱峻 2-1 劉星
6. 2009年 王檄 2-0 王尭
7. 2010年 柁嘉熹 2-1 周睿羊
8. 2011年 古力 2-0 劉星
9. 2012年 陳耀燁 2-1 柁嘉熹
10. 2013年 時越 2-0 連笑
11. 2014年 楊鼎新 2-0 朴文尭
12. 2015年 連笑 2-0 邱峻
13. 2016年 柁嘉熹 2-0 連笑
14. 2017年 檀嘯 - 江維傑
15. 2018年 羋昱廷 2-1 柁嘉熹
16. 2019年 柯潔 2-0 周睿羊
17. 2021年 丁浩 2-0 楊鼎新